# Comité Provincial de Investigación Pública
El Comité Provincial de Investigación Pública (CPIP) fue un órgano paraestatal de vigilancia y represión que actuó en Madrid durante los primeros meses de la guerra civil española. Fue conocido popularmente primero como Checa de Bellas Artes, y luego como Checa de Fomento después de que el 26 de agosto de 1936 fuera trasladada su sede desde su ubicación original en el Círculo de Bellas Artes, sito en la calle de Alcalá, 42, al número 9 de la calle de Fomento.

## Historia
El CPIP fue creado al poco tiempo de empezar la guerra civil, el 4 de agosto de 1936 por iniciativa del nuevo director general de Seguridad, Manuel Muñoz Martínez, como una organización policial paralela constituida por miembros del Frente Popular mientras el Cuerpo de Investigación y Vigilancia era purgado de posibles elementos "facciosos". En el CPIP también participaron miembros del sindicato anarquista CNT y de las Juventudes Libertarias. Los treinta puestos del comité se repartieron entre los anarquistas y los grupos que formaban parte del Frente Popular y, ya desde el principio, la mayor influencia recayó en los anarquistas de CNT-FAI. Tuvieron su sede inicial en el Círculo de Bellas Artes de Madrid.
En teoría el Comité de Investigación Pública dependía orgánicamente de la Dirección General de Seguridad.
Aunque el objetivo declarado inicialmente fue «contener asesinatos y excesos», los tribunales estaban formados por personas que no solo carecían de formación jurídica sino que a veces eran ellos mismos los delincuentes; los arrestos eran con frecuencia arbitrarios y las «liberaciones» solían terminar en «paseos» y ejecuciones. De entre sus miembros pronto empezó a hacerse conocido Felipe Sandoval, alias «Doctor Muñiz». Los sueldos de los miembros del comité procedían del dinero obtenido durante los registros domicilarios. El aumento del volumen de detenciones y operaciones llevado a cabo por el Comité de Investigación Pública llevó a trasladar su sede a un edificio sito en el número 9 de la madrileña calle Fomento. Sin embargo, el CPIP pronto empezó a dejar de ser un organismo fiable para las autoridades republicanas, dado que en muchas ocasiones actuaban por su cuenta y realizaban detenciones o ejecuciones extrajudiciales, o no obedecían las órdenes superiores. Llegaron al punto de tener enfrentamientos con otros grupos parapoliciales que actuaban en la zona de Madrid. La represión contra supuestos quintacolumnistas alcanzó una considerable magnitud e incluyó además múltiples sacas de presos. Algunos miembros de la CPIP, como Sandoval, tuvieron una destacada participación en la Matanza de la cárcel Modelo de Madrid.
Las continuas actuaciones irregulares dejaron al organismo con un fuerte descrédito. En septiembre se constituyeron las Milicias de Vigilancia de Retaguardia (MVR), en un intento de poner coto a las actuaciones extrajudiciales del CPIP. La situación tendió a estabilizarse durante las siguientes semanas. En medio de la batalla de Madrid, y tras producirse el traslado del Gobierno de la República a Valencia, el organismo fue disuelto por el consejero de orden público Santiago Carrillo el 12 de noviembre de 1936.
El 9 de noviembre Carrillo había emitido dos decretos para establecer el control centralizado de la Policía y las fuerzas de seguridad, lo que suponía la disolución de las «checas» que operaban en Madrid, incluido el CPIP ―el primer decreto exigía la entrega de las armas a las personas no autorizadas; el segundo hacía recaer exclusivamente en la Consejería de Orden Público «la vigilancia del interior de la capital»―.
Paul Preston reconoce que «se produjo un lapso considerable entre el anuncio del decreto y su implementación efectiva. Los anarquistas resistieron cuanto pudieron y los comunistas nunca llegaron a cerrar algunas checas». En cuanto al CPIP Preston admite que algunos de sus miembros como Manuel Rascón y Manuel Ramos ya estaban trabajando para la Delegación de Orden Público y que tras su disolución buena parte de su personal se integró en este organismo dependiente de la Consejería de Orden Público de la Junta de Defensa de Madrid. Así, «muchos antiguos miembros de los grupos que integraban el CPIP pasaron a ser policías». Julius Ruiz considera que «Carrillo fue superado tácticamente por sus interlocutores del CPIP» ya que el «precio a pagar» por la disolución fue la integración del CPIP en la Dirección General de Seguridad ―otros de sus miembros siguieron con su trabajo de policías en las Milicias de Vigilancia de Retaguardia―. Fueron miembros del CPIP los que coparon casi todos los «consejillos» formados por dos policías que junto con los comisarios dirigirían las doce comisarías principales de Madrid. Todos ellos bajo el mando de la Delegación de Orden Público, presidida por Segundo Serrano Poncela.